# Mennetou-sur-Cher
Mennetou-sur-Cher je naselje in občina v osrednjem francoskem departmaju Loir-et-Cher regije Center. Leta 2009 je naselje imelo 878 prebivalcev.

## Geografija
Kraj leži v pokrajini Berry ob reki Cher, 56 km jugovzhodno od Bloisa.

## Uprava
Mennetou-sur-Cher je sedež istoimenskega kantona, v katerega so poleg njegove vključene še občine La Chapelle-Montmartin, Châtres-sur-Cher, Langon, Maray, Saint-Julien-sur-Cher, Saint-Loup in Villefranche-sur-Cher s 7.280 prebivalci (v letu 2010).
Kanton Mennetou-sur-Cher je sestavni del okrožja Romorantin-Lanthenay.

## Zanimivosti
- srednjeveško središče iz 13. stoletja, z ohranjenimi mestnimi vrati in obrambnimi stolpi, francoski zgodovinski spomenik,
- priorstvo, ustanovljeno v 13. stoletju pod benediktinsko opatijo v Beaumont-lès-Toursu,
- cerkev sv. Urbana, francoski zgodovinski spomenik od leta 1920.

- mestna vrata
- priorstvo
- lesena hiša iz 16. stoletja
- obrambni stolp

## Promet
- železniška postaja Gare de Mennetou-sur-Cher‎ na progi Vierzon - Saint-Pierre-des-Corps.